# Gerhard Berger
Gerhard Berger (* 27. srpna 1959, Wörgl) je bývalý rakouský pilot Formule 1. Býval také 50% vlastníkem stáje Scuderia Toro Rosso, podíl ale prodal zpět majiteli Dietrichu Mateschitzovi v listopadu 2008.
Berger odjel ve Formuli 1 14 sezón, dvakrát skončil na 3. místě v poháru jezdců. Během kariéry vyhrál 10 závodů Grand Prix, získal 48 pódií, 12 pole position a 21 nejrychlejších kol (o 2 více než jeho bývalý týmový kolega, rival a přítel Ayrton Senna). Se svými 210 starty patří k nejzkušenějším jezdcům v celé historii Formule 1. Vedl v 33 ze 210 závodů a z 95 odstoupil. Drží také zajímavý rekord, vybojoval totiž první a o 11 let později poslední vítězství pro tým Benetton. Berger byl známý svým smyslem pro humor a agresivním jezdeckým stylem.

## Počátky kariéry

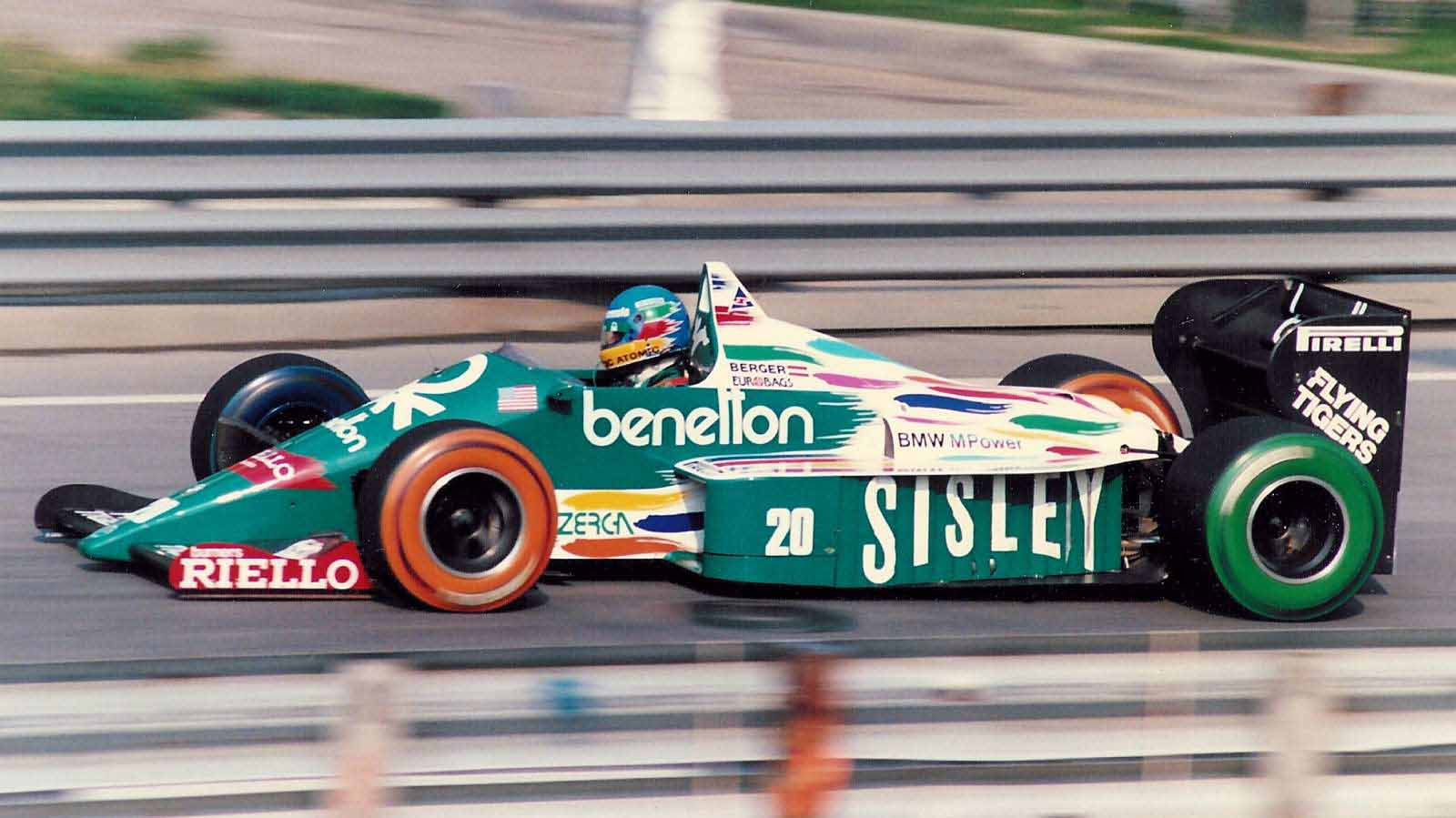
Berger ve voze Benetton při Grand Prix USA 1986.

Gerhard Berger se narodil ve městě Wörgl, v Rakousku. Jeho otec Hans pracoval ve své nákladní společnosti, kde před svou profesionální kariérou pracoval i Gerhard. Berger se stal několikanásobným vítězem v Evropské Formuli 3, z ní poté v roce 1984 putoval do Formule 1, kde začínal v týmu ATS.

## Formule 1

### 1984: ATS
Berger nahradil v 4 závodech sezóny 1984 v kokpitu ATS Manfreda Winkelhocka. Tým byl ale podprůměrný a po konci sezóny se rozpadl. Berger ale přesto zajel v Itálii 6. místo, body však nedostal, tým ATS mohl mít jen jednu přihlášku a jeden vůz. Přihlášen byl původně Winkelhock a Berger ho poté nahradil, ztratil však možnost bodovat. Krátce po svém vstupu do Formule 1, měl Berger vážnou dopravní nehodu. Týden po konci sezóny 1984 jel domů ve svém BMW 323i skrze kopce nad městem Salcburk. Jiný řidič do něj zezadu narazil a Berger se začal řítit z útesu. Berger měl štěstí, že nebyl připoután, jelikož tak proletěl zadním sklem svého vozu. Další štěstí bylo, že v prvním autě jež projíždělo okolo seděli dva lidé, kteří se specializovali na zranění zad. Doktoři zjistili rozsah zranění (zlomený krk a několik polámaných kostí v zádech) a postarali se o to, aby se nehýbal (v té chvíli byla šance na přežití pouhá 2%). Následovala nutná operace a pobyt v nemocnici v Innsbrucku. Ze svých zranění se plně zotavil a hned po několika týdnech z nemocnice odešel.

### 1985: Arrows
První kompletní sezónu absolvoval v roce 1985 v týmu Arrows. Berger a jeho týmový kolega Thierry Boutsen dopláceli na vůz Arrows A8, jehož šasi rozhodně nebylo nejlepší a neumožňovalo využívat potenciál motoru BMW M12. Berger vybojoval 3 body až v posledních dvou závodech sezóny (Jižní Afrika a Austrálie) a v celkovém hodnocení byl na 20. pozici.

### 1986: Benetton
Až v roce 1986 a v týmu Benetton se jeho kariéra naplno rozjela. Konečně seděl v dobrém voze, který mu umožnil využít jeho talent a také turbo motor BMW. K tomu se přidala dobrá strategie s pneumatikami Pirelli a Berger se v Grand Prix Mexika mohl radovat z prvního vítězství. Vyhrát mohl i na domácí Grand Prix Rakouska, z vedení závodu ale musel zajet do boxů s mechanickými problémy. Berger byl v kvalifikacích mnohem lepší než jeho týmový kolega Teo Fabi v poměru 12:4. Berger se etabloval jako velmi rychlý jezdec v ten rok, když zaznamenal největší rychlost v sezóně, neuvěřitelných 351,22 km/h při Grand Prix Itálie.
Berger byl zároveň úspěšný v cestovních vozech Skupiny A, jezdil za tým Schnitzer BMW a velice dobrý vůz BMW 625 Csi v Evropském šampionátu cestovních vozů. Vyhrál 24h Spa v roce 1985 se svým týmovým kolegou Robertem Ravagliou a Marcem Surerem.

### 1987-1989: Ferrari

#### 1987
Pro sezónu 1987 podepsal Berger s týmem Ferrari a stal se týmovým kolegou Michele Alboreta, v týmu nahradil Stefana Johanssona. V první sezóně s italským týmem ho provázely mechanické problémy, na konci roku ale přišla 2 vítězství, když Gerhard vyhrál poslední 2 závody sezóny. Ferrari F1/87 z této sezóny profitovalo z práce bývalého designera McLarenu, Johna Barnarda, samotný vůz byl ale designován Rakušanem Gustavem Brunnerem. Ferrari se od Grand Prix Maďarska 1985 mohlo vyrovnat soupeřům ze špičky. Na okruhu Hungaroring jezdil Berger těsně druhý za Nigelem Mansellem, ale musel ze závodu odstoupit. Při Grand Prix Portugalska na okruhu Estoril startoval z pole position, v závěrečné fázi závodu ale udělal chybu a dojel druhý za Alainem Prostem. Mechanický problém jej stál i vítězství v Grand Prix Mexika. Již zmíněné výhry v Grand Prix Japonska a Austrálie a zároveň pole position z obou závodů, znamenaly to, že Berger i Ferrari mohli jít do zimní přestávky se značným sebevědomím . Ferrari s Bergerem byli tipováni jako favorité pro rok 1988. Celkově skončil v klasifikaci pátý s 36 body. Svého kolegu Alboreta překonal v kvalifikacích v poměru 12:4.

#### 1988

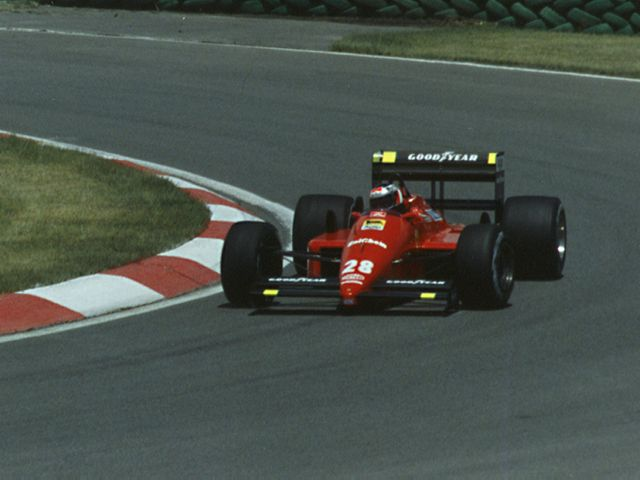
Berger ve voze Ferrari při Grand Prix Kanady 1988.

Ročníku 1988 ale dominovaly vozy McLaren a jezdci Prost a Ayrton Senna. Celkem si připsali 15 z 16 vítězství v sezóně. Turbo motor Honda V6 ve voze McLaren Mp4/4 a motor 100T v Lotusech měly větší výkonnost než motory Ferrari, což znamenalo, že Berger s Alboretem bývali často pomalí. Jedině Berger dokázal přerušit vítěznou šňůru McLarenů, když vyhrál Grand Prix Itálie poté, co Senna bojoval s Jeanem-Louisem Schlesserem, který nahrazoval ve Williamsu nemocného Nigella Mansella. Alboreto nakonec dojel druhý a Ferrari slavilo double. Pro tým bylo toto vítězství velmi emotivní, jelikož přišlo jen pár týdnů po smrti Enza Ferrariho.
Vůz Ferrari F1/87/88C byl velmi problematický zejména z hlediska spotřeby paliva z 1,5l turbo motoru. Ferrari totiž nepostavilo nový motor pro tuto sezónu a spolehlo se na starší model). Například v Grand Prix Velké Británie Berger pohodlně vedl před Sennou, ale v závěrečné fázi musel výrazně zpomalit, aby vůbec dojel do cíle. V posledním kole mu nakonec došlo palivo a propadl se z 5. místa na deváté. Předjeli ho Nelson Piquet (Lotus), Derek Warwick a Eddie Cheever (Arrows) a Riccardo Patrese (Williams). Berger vedl i v posledním závodě v Austrálii, ale při předjíždění René Arnouxe v Ligieru o kolo zpátky s ním kolidoval. Rakušan byl ve všech kvalifikacích lepší než Alboreto, což znamenalo Italův konec u Ferrari. Celkově skončil Berger na 3. místě se ziskem 41 bodů.

#### 1989
Po Alboretově odchodu se k Ferrari připojil Nigel Mansell. Ferrari 640 bylo rychlé, ale velice křehké, zejména kvůli revoluční poloautomatické převodovce. Berger mohl být rád, že vyvázl živý z havárie v Grand Prix San Marina v osudné zatáčce Tamburello. Berger v rychlosti 288 km/h narazil do zdi, vůz se několikrát přetočil a nakonec začal hořet. Záchranářům trvalo 16 sekund než se dostali k hořícímu Ferrari a uhasili jej. Berger utrpěl menší zranění, zejména popáleniny na rukách, ale při Grand Prix Mexika se dokázal vrátit do kokpitu, vynechal tak jen jeden závod. Berger prohlásil, že za rychlý návrat vděčil právě poloautomatické převodovce. Jeho návrat by prý nebyl tak rychlý, kdyby Ferrari používalo pákovou převodovku jako všechny ostatní týmy. Berger často jezdil na špici, ale nespolehlivost a nehody znamenaly, že z celé sezóny dojel pouhé 3 závody, všechny ale dokončil na stupních vítězů. Grand Prix Portugalska dokonce vyhrál, bylo to ale po kolizi Mansella se Sennou. Dvě druhá místa vyjel v Itálii a Španělsku. Ferrari sice vykazovalo stoupající formu, Berger však poté, co Alain Prost odešel z McLarenu zaujal jeho místo ve stáji z Wokingu.

### 1990-1992: McLaren

#### 1990
Berger se v McLarenu stal týmovým kolegou Ayrtona Senny. Od Bergera McLaren hodně očekával, zejména poté, co prokázal dobrou formu u Bennetonu a Ferrari. Vůz poháněný motory Honda vypadal, že by Bergerovi mohl dopomoct k boji o titul mistra světa. Přestože byl Berger rychlejší než jeho předchůdce Prost a končil většinou v kvalifikaci hned druhý za Sennou, jen velmi zřídka dokázal s Brazilcem držet tempo v závodě. Při Grand Prix USA Berger Sennu v kvalifikaci porazil. Nejlepší závod asi zajel při Grand Prix Kanady kde pršelo a v závodě dojel první s asi 45sekundovým náskokem před Sennou. Za ulitý start ale nakonec dostal minutovou penalizaci a výhra spadla do klína Sennovi. Sezóna nakonec skončila zklamáním, Berger ani jednou nevyhrál, zatímco Senna získal svůj druhý titul mistra světa. Berger byl se 43 body čtvrtý.

#### 1991

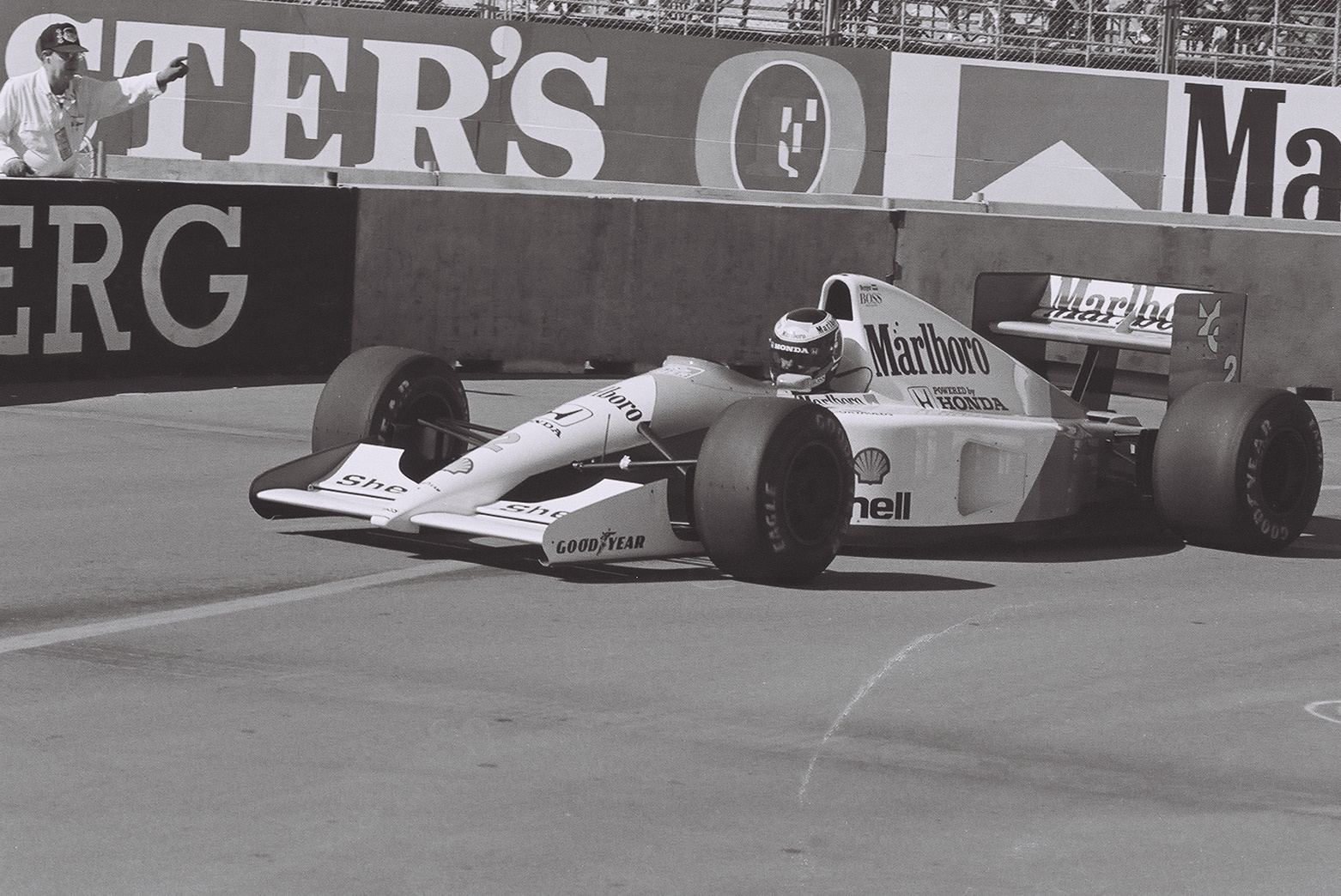
Berger s vozem McLaren při Grand Prix USA 1991.

Další sezóna se nesla v podobném duchu jako ta předchozí, přestože Berger Sennu v kvalifikacích porazil vícekrát (Portugalsko, Španělsko, Japonsko). Právě v Japonsku Berger využil startu z prvního místa a vyhrál první závod v týmu McLaren. Celkově dopadl stejně jako v roce předchozím, za 43 bodů skončil čtvrtý.

#### 1992
V roce 1992 skončil Berger jeden bod za Sennou v celkovém pořadí jezdců. Berger zaslouženě vyhrál Grand Prix Kanady, když předjel Williams s Riccardem Patresem a bojoval se Sennou, který nakonec odstoupil. Při Grand Prix Portugalska byl Berger zapleten do hrozivé nehody s Patresem. Patrese si neuvědomil, že Berger míří do pitlane a zavadil o zadní kola McLarenu, což jej vyhodilo do vzduchu. Jen těsně minul most a dopadl těsně na pitlane. Berger poté vyhrál Grand Prix Austrálie opět po boji s Patresem. To bylo Bergerovo poslední vítězství v McLarenu a poslední vítězství pro McLaren s motory Honda. Lukrativní nabídka od Ferrari se ukázala být jako velice lákavá pro Bergera a tak před Grand Prix Belgie oznámil, že se vrací do tehdy trápícího se italského týmu.

### 1993-1995: Ferrari

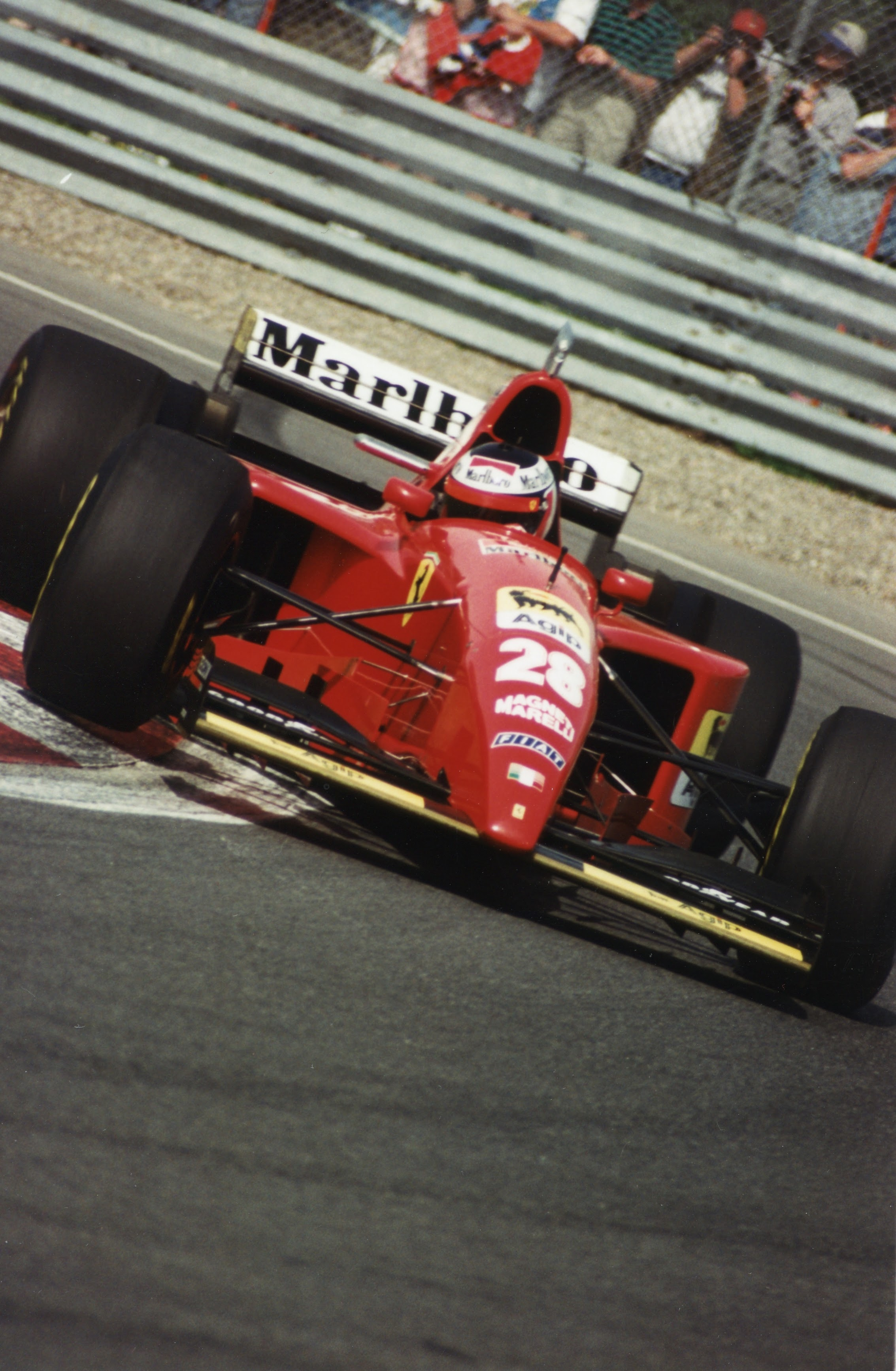
Berger ve voze Ferrari na okruhu ve městě Montreal v roce 1995

#### 1993
Byl to Niki Lauda kdo přesvědčil Ferrari, aby přivedlo Bergera zpět, jelikož nabyl mnoho zkušeností po boku Senny. Bylo známo, že Berger si vydělal víc než kterýkoliv jiný jezdec v roce 1993. Berger také dopomohl příchodu Jeana Todta k Ferrari jako týmového manažera a položil tak základ k budoucím úspěchům stáje z Maranella. Todt se poprvé ve své roli účastnil Grand Prix Francie 1993. Systém zavěšení dělal vůz Ferrari F93A nepředvídatelný, a tým nezískal ani jedno vítězství a spíše jen bojoval o body. Bergerovo nejlepší umístění bylo 3. místo v Maďarsku. Rakušan měl v sezóně několik nehod, včetně nehody s Michaelem Andrettim v Brazílii a dramatická nehoda po výjezdu z boxů v Portugalsku. Velkou bojovnost prokázal v Monaku, kde zaznamenal druhé nejrychlejší kolo. Poté se ale pokusil o předjetí druhého Damona Hilla ve vlásence Lowes a Berger nakonec závod nedokončil. Celkově skončil s pouhými 12 body na 8. místě.

#### 1994
V roce 1994 se Berger musel vyrovnat s tragickým úmrtím svého bývalého týmového kolegy Ayrtona Senny a také svého krajana Rolanda Ratzenbergera při osudné Grand Prix San Marina 1994. O to emotivnější pro něj bylo vítězství v Německu, což bylo první vítězství pro Ferrari od Grand Prix Španělska 1990. Berger také zaznamenal 2 pole position. Podruhé v kariéře byl Berger celkově třetí se ziskem 41 bodů.

#### 1995
V poslední sezóně u Ferrari zaznamenal Berger několik pódiových umístění a měl blízko k vítězství v Grand Prix San Marina, triumf ale ztratil při zastávce v boxech. Odvážný pokus o předjetí Damona Hilla v Kanadě opět ukázal Bergerovu velkou bojovnost. Další výbornou a agresivní jízdu předvedl v Německu, kde nakonec dojel třetí poté, co obdržel penalizaci stop-go za ulitý start a musel se propracovávat ze 14. místa. Kuriózní nehodu měl na Monze, když on-board kamera jeho týmové kolegy Jeana Alesiho spadla pod kola Bergerova Ferrari a poškodila mu zavěšení. V kvalifikacích porazil Berger Alesiho v poměru 12:5. Na konci sezóny se oba s týmem Ferrari rozloučili, stejně tak byl konec éry čísel 27 a 28 u týmu Ferrari, která začala už v roce 1981 s Gillesem Villeneuvem a Didierem Pironim. Jediné přerušení bylo v roce 1990 při podpisu Alaina Prosta jako úřadujícího mistra světa.

### 1996-1997: Benetton

#### 1996
Po příchodu Michaela Schumachera do Ferrari se Berger stěhoval na jeho místo zpět do Benettonu. Tým ale ztratil výtečnou formu z předchozích 2 let. Berger měl možnost zůstat u Ferrari, ale cítil že nový motor Ferrari V10 by se musel dlouho vyvíjet. Berger tak strávil své poslední 2 roky v týmu za který jezdil už v roce 1986 a vrátil se také ke starému designu své helmy, s rakouskou vlajkou otočenou horizontálně. Ročník 1996 se ukázal jako zklamání, vůz Benetton B196 Bergerovi nesedl. Měl možnost vyhrát v Německu, motor Renault V10 ale vypověděl službu a vyhrál Williams s Damonem Hillem. Bergerův problém v úvodu roku byl kvůli jeho pozici v kokpitu, která bránila hladkému proudění vzduchu. To znamenalo, že byl Berger na rovinkách výrazně pomalejší než jeho týmový kolega Jean Alesi. Rakušan skončil v hodnocení šestý s 21 body.

#### 1997
Vůz Benetton B197 neměl dobrý vstup do sezóny 1997, Berger a Benetton ale dokázali, že se s nimi musí počítat už v Grand Prix Brazílie, kde Berger skončil druhý když předjel Miku Häkkinena i Michaela Schumachera. Berger poté zaznamenal své poslední vítězství při Grand Prix Německa a zároveň to bylo poslední vítězství pro tým Benetton. V době konání tohoto závodu zároveň Berger oznámil své rozhodnutí opustit po sezóně Benetton. Nakonec po sezóně ukončil kariéru. V posledním závodě skončil těsně čtvrtý, jen pár sekund za vítězem Häkkinenem. Ve své poslední sezóně musel Berger vynechat 3 závody kvůli nemoci, v té době jej nahradil jeho krajan Alexander Wurz. Spekulace o tom, že by se Berger mohl v roce 1998 vrátit do Ferrari se ukázaly být mylné. Nabídku dostal od týmu Sauber, Berger ale z několika důvodů odmítl. Jedním z důvodů bylo zavedení drážkovaných pneumatik, což Bergera příliš nenadchlo.

## Berger a Senna
Během let, které Berger strávil u týmu McLaren (1990–1992), se stal slavným hlavně díky svému smyslu pro humor. Vyprávělo se o mnoha vtípcích, kterými se Rakušan snažil pobavit svého vážného, soustředěného a neústupného týmového kolegu, Ayrtona Sennu. Senna výzvu přijal a když je v tomto podpořil i Ron Dennis, vše se ještě víc zintenzivnilo.
Jeden z takových vtípků se odehrál na Monze, kde v helikoptéře letěl Senna a ukazoval svůj nový kufřík. Jelikož byl vyroben z karbonových vláken, Senna tvrdil, že je v podstatě nerozbitelný. Berger otevřel dveře a k Sennově nelibosti vyhodil kufřík ven. Berger jen nevinně prohlásil, že chtěl otestovat Sennovu teorii.
Berger poté popisoval další události před Grand Prix Austrálie 1990. „Po večeři jsme začali házet lidi do bazénu, všichni byli oblečení. Já jsem se ubránil a tak jsem v bazénu neskončil, plno lidí ale ano. Senna utekl abychom ho nechytili, ale později jsem šel do jeho pokoje a on na mě vystříkl vodu z lahve. Pro mě jako Tyrolana to nebylo nic, ale znamenalo to, že hra právě začala. Pomocí hadice jsme prodloužili hasičák a dali jsme jej za jeho dveře od pokoje ve 3 hodiny ráno. Pozvali jsme nějaké lidi a když jsme stiskli kliku, Senna vyletěl oknem jako raketa. Vypadalo to, jakoby v pokoji vybuchla bomba. Ten zmatek hodně lidí vzbudil a začali na Sennu křičet, že dělá příliš mnoho hluku. Cítil se strašně trapně.“
V australském hotelovém pokoji zaplnil Berger Sennovu postel zvířaty. Senna byl nepochopitelně rozzuřený na Bergera a ten odvětil: „Našel jsi hada?“ Tento incident přiměl Sennu k odplatě a ten pak strčil silně zapáchající francouzský sýr do klimatizace Bergerova pokoje.
Při jiné příležitosti, Senna a jeho brazilský krajan Maurício Gugelmin naplnili Bergerovy poty holicí pěnou během jízdy vlakem na večeři v Japonsku. Rakušan se musel zúčastnit večeře ve smokingu, ke kterému si vzal běžecké boty. Další incident následoval když Berger nahradil Sennovu fotku v cestovním pase fotkou Rona Dennise popsanou jako „stejně velký kousek jako mužské genitálie.“ Senna byl proslulý tím, že jen málokdy mu kontrolovali pas, ale později na výletě do Argentiny znamenal Bergerův žertík to, že byl Senna na 24 hodin zadržen. Jako odplatu za to, Senna slepil všechny Bergerovy kreditní karty dohromady.
Další událost se odehrála v pozdějších letech u Ferrari, kde si Berger a jeho týmový kolega Jean Alesi vyjeli se šéfem týmu Jeanem Todtem v jeho novém autě Lancia při úplně prvním testovacím dni sezóny 1995. Když přijížděli na testovací dráhu, Jean Alesi ztratil kontrolu nad autem a Berger nečekaně zatáhnul za ruční brzdu. Auto se přetočilo a jelo po boku a zastavilo se přímo před vjezdem. Alesi byl poslán do nemocnice. Později když se Todt ptal na své auto, Berger odvětil, že s Alesim museli na autě udělat „pár malých škrábanců na střeše“.
Silné pouto mezi Sennou a Bergerem přetrvalo i po Brazilcově smrti v roce 1994. Berger se později stal poradcem Bruna Senny, Ayrtonova synovce, který si odbyl debut ve Formuli 1 v týmu HRT v roce 2010 a poté přešel do týmu Williams.

## Po konci kariéry
Jako populární osoba ve Formuli 1, Berger se do roku 2003 pravidelně objevoval v pitlane v nové roli jako závodní ředitel BMW po jejich úspěšném návratu do Formule 1 v roce 2000.
Berger byl prvním jezdcem ve voze Formule 1, který se projel na novém okruhu v Šanghaji, kde předváděl v roce 2003 vůz Ferrari F2003-GA.
25. dubna 2004; 10 let po Sennově smrti, řídil Berger JPS Lotus Renault 97T, se kterým jezdil Senna v roce 1985. Objel 3 kola na okruhu Imola před Grand Prix San Marina 2004.
V únoru 2006 získal 50% podíl v týmu Scuderia Toro Rosso. Bylo to po dohodě s šéfem Red Bullu Dietrichem Mateschitzem, který zase získal polovinu nákladní firmy Berger Logistik, která byla založena Gerhardovým otcem Johannem roku 1961. Toro Rosso získalo první vítězství v Grand Prix Itálie 2008, ve které triumfoval Sebastian Vettel. Berger prodal svůj podíl zpět Mateschitzovi v listopadu 2008.

## Helma
Bergerova helma byla původně modrá se žlutými pruhy a s azurovými a bílými detaily kolem hledí. V roce 1986, při jeho prvním angažmá u týmu Benetton, začal používat jiný design, který byl v barvách Benetton BMW. V roce 1987 byla jeho helma tmavě šedo-modrá a s rakouskou vlajkou na každé straně. Pro Grand Prix Portugalska 1995 měl helmu zobrazující vlajky mnoha národů světa. Vršek byl namalován jako rakouská vlajka a vzadu byl nápis „UŽ ZÁDNÉ VÁLKY VE SVĚTĚ“. V roce 1996 Berger modifikoval svůj původní design s rakouskou vlajkou orientovanou horizontálně.

## Statistiky ve Formuli 1
| Aktivní roky                     | 1984–1997                |
| Starty                           | 210                      |
| Vítězství                        | 10                       |
| 2. místa                         | 17                       |
| 3. místa                         | 21                       |
| 4. místa                         | 26                       |
| 5. místa                         | 8                        |
| 6. místa                         | 13                       |
| Průměrné umístění                | 5.10                     |
| Odstoupení                       | 86                       |
| DSQ                              | 0                        |
| DNS                              | 0                        |
| DNQ                              | 0                        |
| Pole position                    | 12                       |
| Průměrné u. v kvalifikaci        | 6.33                     |
| Nejrychlejší kola                | 21                       |
| Průměrné u. za nejrychlejší kolo | 7.80                     |
| Závodů v čele                    | 32                       |
| Kol v čele                       | 692                      |
| Km v čele                        | 3442 km                  |
| Debut                            | Grand Prix Rakouska 1984 |
| První vítězství                  | Grand Prix Mexika 1986   |
| Poslední závod                   | Grand Prix Evropy 1997   |
| Body                             | 386                      |

## Kompletní výsledky ve Formuli 1
| Legenda k tabulce | Legenda k tabulce                                                                       |
| Barva             | Výsledek                                                                                |
| ----------------- | --------------------------------------------------------------------------------------- |
| Zlatá             | Vítěz                                                                                   |
| Stříbrná          | 2. místo                                                                                |
| Bronzová          | 3. místo                                                                                |
| Zelená            | Bodované umístění                                                                       |
| Modrá             | Nebodované umístění                                                                     |
| Modrá             | Dokončil neklasifikován (NC)                                                            |
| Fialová           | Odstoupil (Ret)                                                                         |
| Červená           | Nekvalifikoval se (DNQ)                                                                 |
| Červená           | Nepředkvalifikoval se (DNPQ)                                                            |
| Černá             | Diskvalifikován (DSQ)                                                                   |
| Bílá              | Nestartoval (DNS)                                                                       |
| Bílá              | Závod zrušen (C)                                                                        |
| Světle modrá      | Pouze trénoval (PO)                                                                     |
| Světle modrá      | Páteční testovací jezdec (TD)                                                           |
| Bez barvy         | Netrénoval (DNP)                                                                        |
| Bez barvy         | Vyřazen (EX)                                                                            |
| Bez barvy         | Nepřijel (DNA)                                                                          |
| Bez barvy         | Odvolal účast (WD)                                                                      |
| Bez barvy         | Nezúčastnil se (prázdné)                                                                |
| Označení          | Význam                                                                                  |
| Tučnost           | Pole position                                                                           |
| Kurzíva           | Nejrychlejší kolo                                                                       |
| †                 | Jezdec nedojel do cíle, ale byl klasifikován, protože odjel více než 90 % délky závodu. |
| ‡                 | Byl udělován poloviční počet bodů, protože bylo odjeto méně než 75 % délky závodu.      |
| Horní index       | Umístění bodujících jezdců ve sprintu                                                   |

| Rok  | Tým                         | Šasi              | Motor                | 1       | 2       | 3       | 4       | 5       | 6       | 7       | 8       | 9       | 10      | 11      | 12      | 13      | 14      | 15      | 16      | 17      | Umístění  | Body |
| ---- | --------------------------- | ----------------- | -------------------- | ------- | ------- | ------- | ------- | ------- | ------- | ------- | ------- | ------- | ------- | ------- | ------- | ------- | ------- | ------- | ------- | ------- | --------- | ---- |
| 1984 | Team ATS                    | ATS D7            | BMW Straight-4 (t/c) | BRA     | RSA     | BEL     | SMR     | FRA     | MON     | CAN     | USV     | USA     | GBR     | GER     | AUT 12  | NED     | ITA 6   | EUR Ret | POR 13  |         | -         | 0    |
| 1985 | Barclays Arrows BMW         | Arrows A8         | BMW Straight-4 (t/c) | BRA Ret | POR Ret | SMR Ret | MON Ret | CAN 13  | USA 11  | FRA Ret | GBR 8   | GER 7   | AUT Ret | NED 9   | ITA Ret | BEL 7   | EUR 10  | RSA 5   | AUS 6   |         | 20. místo | 3    |
| 1986 | Benetton Formula            | Benetton B186     | BMW Straight-4 (t/c) | BRA 6   | ESP 6   | SMR 3   | MON Ret | BEL 10  | CAN Ret | USV Ret | FRA Ret | GBR Ret | GER 10  | HUN Ret | AUT 7   | ITA 5   | POR Ret | MEX 1   | AUS Ret |         | 7. místo  | 17   |
| 1987 | Scuderia Ferrari            | Ferrari F1/87     | Ferrari V6 (t/c)     | BRA 4   | SMR Ret | BEL Ret | MON 4   | USA 4   | FRA Ret | GBR Ret | GER Ret | HUN Ret | AUT Ret | ITA 4   | POR 2   | ESP Ret | MEX Ret | JPN 1   | AUS 1   |         | 5. místo  | 36   |
| 1988 | Scuderia Ferrari            | Ferrari F1/87-88C | Ferrari V6 (t/c)     | BRA 2   | SMR 5   | MON 2   | MEX 3   | CAN Ret | DET Ret | FRA 4   | GBR 9   | GER 3   | HUN 4   | BEL Ret | ITA 1   | POR Ret | ESP 6   | JPN 4   | AUS Ret |         | 3. místo  | 41   |
| 1989 | Scuderia Ferrari            | Ferrari 640       | Ferrari V12          | BRA Ret | SMR Ret | MON     | MEX Ret | USA Ret | CAN Ret | FRA Ret | GBR Ret | GER Ret | HUN Ret | BEL Ret | ITA 2   | POR 1   | ESP 2   | JPN Ret | AUS Ret |         | 7. místo  | 21   |
| 1990 | Honda Marlboro McLaren      | McLaren MP4/5B    | Honda V10            | USA Ret | BRA 2   | SMR 2   | MON 3   | CAN 4   | MEX 3   | FRA 5   | GBR 14  | GER 3   | HUN 16  | BEL 3   | ITA 3   | POR 4   | ESP Ret | JPN Ret | AUS 4   |         | 4. místo  | 43   |
| 1991 | Honda Marlboro McLaren      | McLaren MP4/6     | Honda V12            | USA Ret | BRA 3   | SMR 2   | MON Ret | CAN Ret | MEX Ret | FRA Ret | GBR 2   | GER 4   | HUN 4   | BEL 2   | ITA 4   | POR Ret | ESP Ret | JPN 1   | AUS 3   |         | 4. místo  | 43   |
| 1992 | Honda Marlboro McLaren      | McLaren MP4/6B    | Honda V12            | RSA 5   | MEX 4   |         |         |         |         |         |         |         |         |         |         |         |         |         |         |         | 5. místo  | 49   |
| 1992 | Honda Marlboro McLaren      | McLaren MP4/7A    | Honda V12            |         |         | BRA Ret | ESP 4   | SMR Ret | MON Ret | CAN 1   | FRA Ret | GBR 5   | GER Ret | HUN 3   | BEL Ret | ITA 4   | POR 2   | JPN 2   | AUS 1   |         | 5. místo  | 49   |
| 1993 | Scuderia Ferrari            | Ferrari F93A      | Ferrari V12          | RSA 6   | BRA Ret | EUR Ret | SMR Ret | ESP 6   | MON 14  | CAN 4   | FRA 14  | GBR Ret | GER 6   | HUN 3   | BEL 10  | ITA Ret | POR Ret | JPN Ret | AUS 5   |         | 8. místo  | 12   |
| 1994 | Scuderia Ferrari            | Ferrari 412T1     | Ferrari V12          | BRA Ret | PAC 2   | SMR Ret | MON 3   | ESP Ret | CAN 4   |         |         |         |         |         |         |         |         |         |         |         | 3. místo  | 41   |
| 1994 | Scuderia Ferrari            | Ferrari 412T1B    | Ferrari V12          |         |         |         |         |         |         | FRA 3   | GBR Ret | GER 1   | HUN 12  | BEL Ret | ITA 2   | POR Ret | EUR 5   | JPN Ret | AUS 2   |         | 3. místo  | 41   |
| 1995 | Scuderia Ferrari            | Ferrari 412T2     | Ferrari V12          | BRA 3   | ARG 6   | SMR 3   | ESP 3   | MON 3   | CAN Ret | FRA 12  | GBR Ret | GER 3   | HUN 3   | BEL Ret | ITA Ret | POR 4   | EUR Ret | PAC 4   | JPN Ret | AUS Ret | 6. místo  | 31   |
| 1996 | Mild Seven Benetton Renault | Benetton B196     | Renault V10          | AUS 4   | BRA Ret | ARG Ret | EUR 9   | SMR 3   | MON Ret | ESP Ret | CAN Ret | FRA 4   | GBR 2   | GER 13  | HUN Ret | BEL 6   | ITA Ret | POR 6   | JPN 4   |         | 6. místo  | 21   |
| 1997 | Mild Seven Benetton Renault | Benetton B197     | Renault V10          | AUS 4   | BRA 2   | ARG 6   | SMR Ret | MON 9   | ESP 10  | CAN     | FRA     | GBR     | GER 1   | HUN 8   | BEL 6   | ITA 7   | AUT 10  | LUX 4   | JPN 8   | EUR 4   | 5. místo  | 27   |